# أحمد الخالد الصباح
أحمد الخالد الحمد الصباح هو سياسي و قائد عسكري كويتي سابق ورئيس أركان القوات المسلحة الكويتية عام 2010، شغل منصب نائب رئيس مجلس الوزراء ووزير الدفاع مُنذ 14 فبراير 2012 وحتى 4 أغسطس 2013.

## الحياة الشخصية
هو ابن خالد حمد المبارك الصباح وموزة الأحمد الصباح ، ابنة أحمد الجابر الصباح الحاكم العاشر للكويت، وهو شقيق محمد الخالد الحمد الصباح وشقيق صباح الخالد الحمد الصباح، مُتزوج من وداد المبارك الحمد الصباح، ولديه ابن واحد وثلاثة بنات.

## المسيرة المهنية
بدأ حياته العسكرية ضابطًا في الجيش الكويتي برتبة ملازم عام، وتدرج في المناصب حتى أصبح آمراً للحرس الأميري، ورئيسا للكلية العسكرية وآمرًا للقوة البرية. تولى رئاسة الأركان العامة للجيش الكويتي في يناير 2010. ثم عيّنَ نائباً لرئيس مجلس الوزراء ووزير الدفاع في 14 فبراير عام 2012 حتى يوم 4 أغسطس 2013.